# Rufio Achilio Sividio

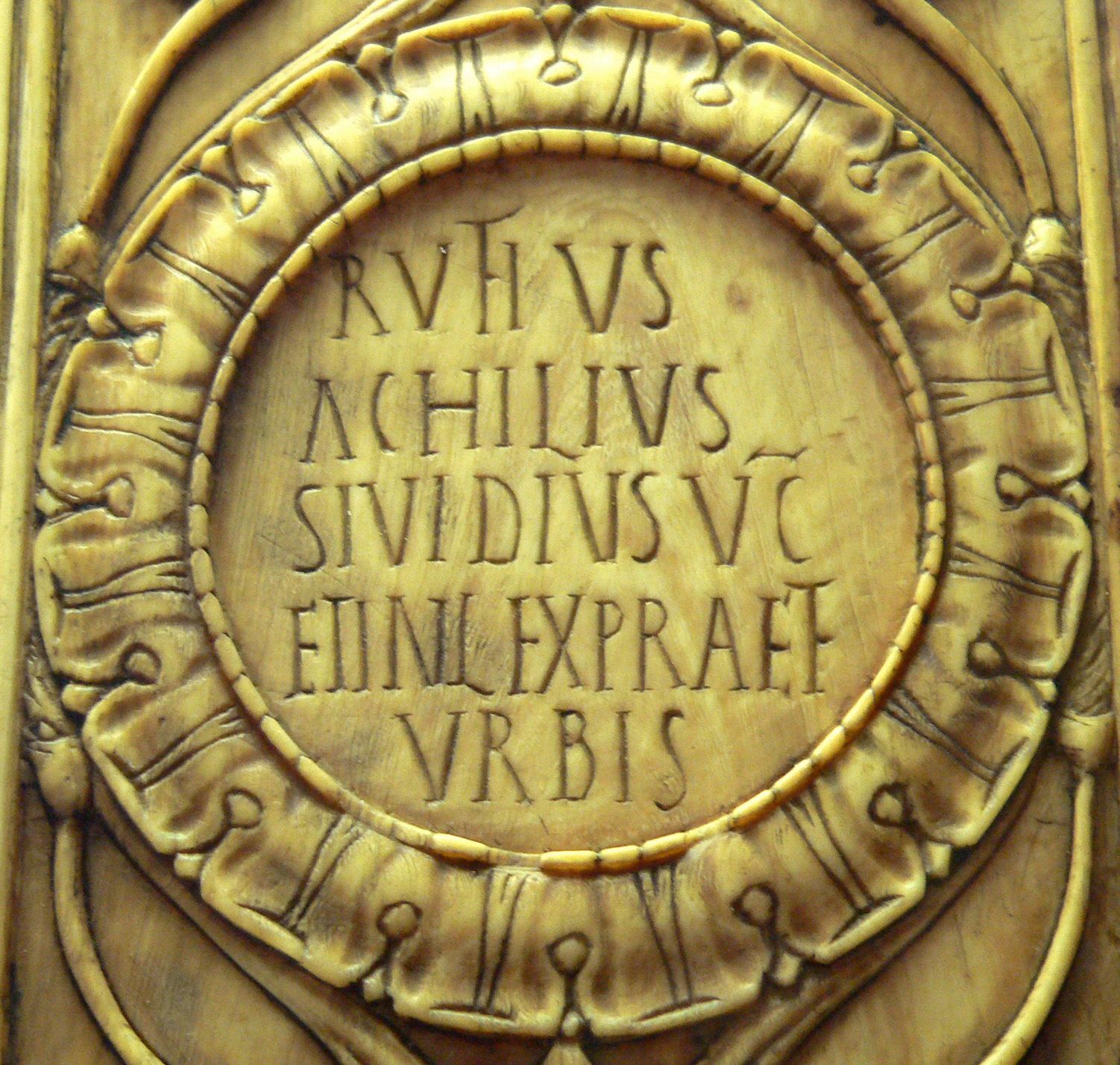
Particolare del dittico consolare di Sividio recante i suoi titoli

Rufio Achilio Sividio (latino: Rufius Achilius Sividius; ... – fl. 483-488) è stato un politico romano.

## Biografia
Viene definito "questore" (forse quaestor sacri palatii) nell'iscrizione che gli riservava un posto al Colosseo (CIL VI, 32199). Fu poi praefectus urbi di Roma (prima del 488), poi patricius; nel 488 fu console posterior con Claudio Giulio Ecclesio Dinamio, entrambi in Occidente.
Si conserva il suo dittico consolare, che riporta la sua carriera (CIL XII, 133).